# SN 2007rg
SN 2007rg – supernowa typu Ia-? odkryta 31 października 2007 roku w galaktyce A205120+0101. W momencie odkrycia miała maksymalną jasność 22,30m.